# Limnophora platystoma
Limnophora platystoma este o specie de muște din genul Limnophora, familia Muscidae. A fost descrisă pentru prima dată de Thomson în anul 1869.
Este endemică în Ecuador. Conform Catalogue of Life specia Limnophora platystoma nu are subspecii cunoscute.